# Lockenhaus

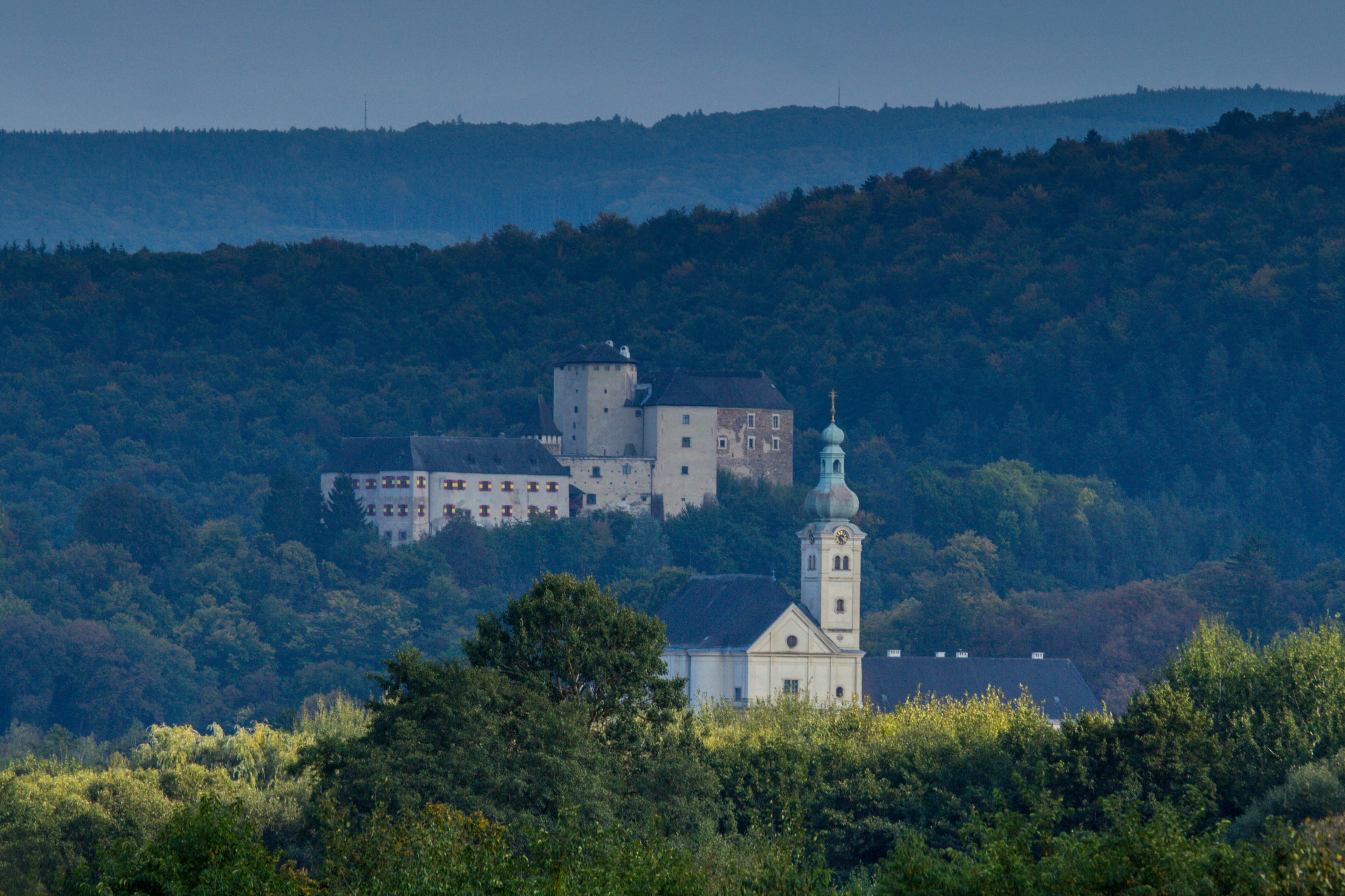
Castillo y Parroquia de Lockenhaus

Lockenhaus es una localidad situada en el distrito de Oberpullendorf, en el estado de Burgenland, Austria. Tiene una población estimada, a principios del año 2022, de 2017 habitantes.
Está ubicada en el centro del estado, al sur del lago Neusiedl y cerca de la frontera con Hungría.